# 五角化十二面體
在幾何學中，五角化十二面體（Pentakis dodecahedron）是一種六十面體，指經過五角化變換的正十二面體，換句話說，五角化十二面體是將正十二面體的每個正五邊形面替換為五角錐後所形成的立體。當五角錐的錐高恰好使得所形成之立體的所有二面角等角時，則該幾何形狀是一種卡塔蘭立體，為截角二十面體的對偶多面體。一般五角化二十面體一詞用來稱呼卡塔蘭立體的版本，即凸多面體的版本，而更高的錐高會使得其成為非凸多面體，例如小星形十二面體。

## 性質
五角化十二面體由60個面、90條邊和32個頂點組成，其中60個面皆為全等的等腰三角形組成；在其32個頂點中，其中20個頂點是6個面的公共頂點、12個頂點是5個面的公共頂點。由於其具有32個頂點，因此對偶多面體是一個三十二面體，為截角二十面體。五角化十二面體可透過在正十二面體的每個面上疊上錐體構成，當其錐高恰好使得所形成之立體的所有二面角等角時，則該幾何形狀是一種卡塔蘭立體，在這個情況下，其對應的對偶多面體為一個半正三十二面體。
若將五角化十二面體，五角化變換的原像——正十二面體視為三維類五邊形形，則五角化十二面體可以視為五邊形五邊各加一個等腰三角形拼成的正十邊形在立體幾何中的推廣。

### 構造
五角化十二面體可由正十二面體經過五角化變換來構造。五角化十二面體是將正十二面體的每個正五邊形面替換為五角錐後所形成的立體。根據錐高的不同，會使地所構成的立體有不同性質。要確保所構成的立體為嚴格凸多面體（即沒有面兩兩共面的情況）其加入角錐的錐高不能超過{\displaystyle H_{max}}：
{\displaystyle H_{max}={\frac {a}{2{\sqrt {1+{\frac {1}{\varphi ^{2}}}}}}}\approx 0.425\cdot a}
其中，{\displaystyle a}為原像多面體的邊長。
若錐高等於{\displaystyle H_{max}}時，所形成的立體將會出現三角形兩兩共面的情況，若將每個兩兩共面的三角形是為菱形:167，則所構成的立體為菱形三十面體。更高的錐高將導致所形成的立體變為非凸多面體:167，例如小星形十二面體為加入的錐高為{\displaystyle {\sqrt {{\tfrac {1}{5}}\left(5+2{\sqrt {5}}\right)}}}時的情況。
要成為塔卡蘭立體，五角化十二面體在五角化的過程必須確保所加入的角錐後的結果所有二面角相等，要達成這個目標所要加入的角錐錐高須為：
{\displaystyle {\frac {a}{{\sqrt {1+{\frac {1}{\varphi ^{2}}}}}\left(3+{\frac {1}{\varphi ^{2}}}\right)}}\approx 0.251\cdot a}

### 面的組成
作為塔卡蘭立體的五角化十二面體，其組成的面為等腰三角形，若腰長為1，則其底邊長為{\displaystyle {\frac {38}{3{\sqrt {5}}+27}}\approx 1.127}，對應的底角約為55度41.5分
{\displaystyle \cos ^{-1}\left({\frac {19}{3{\sqrt {5}}+27}}\right)\approx 55.6906^{\circ }}
對應的頂角約為68度37分
{\displaystyle \pi -2\cos ^{-1}\left({\frac {19}{3{\sqrt {5}}+27}}\right)\approx 68.6187^{\circ }}

## 應用

### 在化學中
部分分子的形狀是五角化十二面體，例如Au20Si12。
巴克明斯特富勒烯（C60）分子模型中會形成類似五角化十二面體的外型，其中五角化十二面體的每個面對應著一個碳原子，類似的現象也會出現在石狮子雕塑中的球狀物中。等效地，截角二十面體是富勒烯分子模型對應的多面體，每個頂點代表一個碳原子。

### 在生物學中
部分病毒的外殼模型為五角化十二面體，如腺相关病毒，其包含了60個二十面體對稱的衣殼蛋白，結合起來構成了五角十二面體的60個對稱面。

### 文化引用
華特迪士尼世界度假區未來世界的太空船地球號結構是五角化十二面體的細分結果。

## 變體

各種五角化後的正十二面體變種連續動畫。動畫中依序展示了正十二面體（原像）、五角化十二面體、菱形三十面體、小星形十二面體、大五角化十二面體、複合大三角六邊形二十面體凹五角錐十二面體與凹五角錐十二面體等形狀

當每面疊上的五角錐的高不能使是整個立體的二面角皆相等時，就會有如下情況：
| 圖像 | 名稱                                     | 加入錐體的方式                 | 錐高 |
| ---- | ---------------------------------------- | ------------------------------ | --- |
|      | 複合大三角六邊形二十面體凹五角錐十二面體 | 加入倒五角錐並從另外一側穿出   | |
|      | 凹五角錐十二面體                         | 加入倒五角錐                   | |
|      | 正十二面體                               | 原始形狀                       | 0 |
|      | 五角化十二面體                           | 加入到能使所有二面角等角的高度 | 0.251 {\displaystyle {\frac {1}{{\sqrt {1+{\frac {1}{\varphi ^{2}}}}}\left(3+{\frac {1}{\varphi ^{2}}}\right)}}} |
|      | 菱形三十面體                             | 加入到面兩兩共面的高度         | 0.425 {\displaystyle {\frac {a}{2{\sqrt {1+{\frac {1}{\varphi ^{2}}}}}}}}                                        |
|      | 小星形十二面體                           |                                | 1.37638 {\displaystyle {\sqrt {{\tfrac {1}{5}}\left(5+2{\sqrt {5}}\right)}}}                                     |
|      | 大五角化十二面體                         |                                | |

## 相關多面體
五角化十二面體和三角化二十面體的多角化變換皆可形成菱形三十面體。

## 外部連結
- 埃里克·韦斯坦因, 五角化十二面體 （參閱卡塔蘭立體） 於MathWorld（英文）